# Mils bei Imst
Mils bei Imst je obec v Rakousku ve spolkové zemi Tyrolsko v okrese Imst.
V obci žije 610 obyvatel.

## Poloha
Mils, nejmenší obec okresu Imst, se nachází v údolí Oberinntalu nedaleko Imstu, severně od řeky Inn. Obec se nachází na klimaticky příznivém místě na okraji rozšiřujícího se údolí. Na rozdíl od dvou sousedních obcí Schönwies a Imsterberg je v Mils celoročně slunečno.
Obec má rozlohu 3,5 km², z toho 15,6 % je zemědělská půda, 2,7 % tvoří zahrady a 66,1 % území pokrývají lesy. Z celkové rozlohy je 28,1 % území osídleno.

### Části obce
- Mils-Au
- Dorfstraße
- Unterdorf
- Tirolerweg
- Reitle
- Kirchweg
- Bachweg
- Floreweg
- Grießanger
- An der Au
- Rupert Amann Straße

### Sousední obce
Obec sousedí
|           |            | Imst |
| Schönwies |            |      |
|           | Imsterberg |      |

## Historie
První písemná zmínka o obci se objevuje v listinách v letech 1204 až 1210, kde je uváděna jako Mulse. Název Mils možná pochází z latinského slova molina (mlýn), protože Mils leží na náplavovém kuželu, kde se v minulosti často nacházely mlýny a mlely se zde padající kameny z Larsennské rokle.
Další vysvětlení pochází ze starověkého slova *mulias, které znamená naplavenina/náplavový kužel. Oblast v okolí obce Mils se nazývá "auf der Mils", což by tuto tezi potvrzovalo. Na náplavovém kuželu leží také stejnojmenná obec Mils bei Hall.

### Církevní historie
Na malém návrší ve vesnici se nachází farní kostel, který byl postaven na počest morového světce Šebastiána. Tento kostel byl poprvé zmíněn v odpustkovém listě z roku 1451, který udělil Petr, kardinál a kníže-biskup augsburský. Starý kostel, který byl 15,3 m dlouhý a 6,7 m široký. V 19. století byla stará modlitebna nahrazena novou budovou. Stavba byla zahájena v roce 1853 a kostel byl dokončen v roce 1862. V době druhé světové války byl těžce poškozen při leteckém bombardování. Obnoven byl v roce 1946.

## Osobnosti obce
- Norbert Gstrein, spisovatel

## Znak
Blason: Stříbrný hrot vložený mezi modrou a červenou barvu se třemi černými podkovami ve sloupu.
Znak symbolizuje staletou hranici mezi dvory Imst a Landeck. Podkovy připomínají zapřahací služby, které milsští sedláci poskytovali se svým tažným dobytkem pro vozy projíždějící po strmých úsecích silnic u Lasaltu a Gstoagu.